# GranTokyo
GranTokyo（日语： guran tōkyō */?；又譯為大東京大廈或格蘭東京大廈）是位於日本東京都千代田區丸之內一丁目的雙棟摩天大樓，坐落於東京站八重洲口之上，分為43層的GranTokyo北塔（グラントウキョウノースタワー）、以及42層的GranTokyo南塔（グラントウキョウサウスタワー），兩棟大樓之間由樓高4層的「GranRoof」（グランルーフ）連接。

## 概要
為東京站再開發計畫的一環，2004年9月10日動工，2007年11月6日開幕。建築設計師是德裔美國建築家赫爾穆特·賈恩。
建於國際觀光會館舊址的北塔，地下1樓至地上13樓是大丸東京店新址。地上17樓至42樓為大和證券集團本社、法國巴黎銀行集團等入駐的辦公樓層。
南塔地下1樓至地上2樓為商店，地下1樓有與八重洲地下街直通的商店街「GranAge」（グランアージュ）。地上5層至41層為瑞可利、BMW JAPAN等入駐的辦公樓層。
南北兩塔竣工後，鐵道會館大樓（大丸東京店舊址）拆除，開始進行II期工程－北塔低樓層（大丸）擴建與雙塔四樓聯通道「GranRoof」（グランルーフ）建設工程。

## 建物概要

### GranTokyo北塔
- 樓層：地上43層、頂樓2層、地下4層
- 高度：最高204.9公尺、屋頂200.0公尺
- 用地面積：14,439.18平方公尺（北棟中央部）
- 建築面積：12,795.01平方公尺（北棟中央部）
- 樓板面積：212,157.78平方公尺（北棟中央部）
- 用途：辦公室、店鋪、車站設施
- 建築主：東日本旅客鐵道、三井不動產、國際觀光會館（日语：国際観光会館）
- 設計：東京站八重洲開發計畫設計共同企業體
  - 基本設計：日建設計
  - 基本、實施設計：JR東日本建築設計事務所
  - 建築設計：Murphy/Jahn, Inc.
- 施工：東京站八重洲口開發計畫北大樓Ⅰ期新建工程共同企業體（鹿島建設、清水建設、大林組、竹中工務店、大成建設、鐵建建設（日语：鉄建建設）、三井住友建設）
- 動工：2004年9月10日（Ⅰ期）
- 竣工：2007年11月2日（Ⅰ期）
- 開幕：2007年11月6日（Ⅰ期）

### GranTokyo南塔
- 樓層：地上42層、頂樓1層、地下4層
- 高度：最高205.0公尺、屋頂200.0公尺
- 用地面積：5,229.54平方公尺
- 建築面積：3,717.09平方公尺
- 樓板面積：140,168.07平方公尺
- 用途：辦公室、店鋪、車站設施
- 建築主：東日本旅客鐵道、鹿島八重洲開發、新日本石油（日语：新日本石油）（現JX日礦日石能源）[1]
- 設計：東京站八重洲開發計畫設計共同企業體
  - 基本設計：日建設計
  - 基本・実施設計：JR東日本建築設計事務所
  - 建築設計：Murphy/Jahn, Inc.
- 施工：東京站八重洲口開發計畫南棟新建工程共同企業體（鹿島建設、鐵建建設、清水建設、大成建設）
- 動工：2004年9月10日
- 竣工：2007年11月2日
- 開幕：2007年11月6日

## 備註
1. ↑  現在由八重洲投資特定目的會社所有。固定資産の譲渡に関するお知らせ （页面存档备份，存于） 新日本石油ニュースリリース(2010年02月26日)

## 外部連結
- GranTokyo North Tower （页面存档备份，存于）
- GranTokyo South Tower （页面存档备份，存于）
- Tokyo Station City中文網頁 （页面存档备份，存于）